# Julio de Caro
Pour les articles homonymes, voir de Caro.
Julio de Caro, né le 11 décembre 1899 à Buenos Aires (Argentine) et mort le 11 mars 1980 à Mar del Plata (Argentine), est un violoniste et chef d'orchestre argentin, aussi compositeur de tangos.